# ヴァイオリン協奏曲第1番 (ラロ)
ヴァイオリン協奏曲第1番ヘ長調作品20はエドゥアール・ラロが1872年に作曲したヴァイオリンと管弦楽のための協奏曲。演奏時間は約24分。

## 概要
ラロはパリ音楽院卒業後、数多くの作品を生み出したが、それらは成功を収めることができず、ラロ本人も失望して一時は作曲の筆を絶ち、30歳代はヴィオラ奏者として室内楽演奏に活動を移していた。1865年の結婚を機に再び作曲に手を染め、1866年から着手したオペラ『フィエスク』を皮切りに意欲的に作品を発表していった。
名ヴァイオリニストサラサーテのために作曲されたこの作品により、ラロは初めて成功を得ることができ、『スペイン交響曲』や『チェロ協奏曲』などの更に充実した作品を生み出すきっかけとなった。楽譜は初演された1874年のうちに出版され、初演者サラサーテに献呈された。

## 初演
1874年1月18日にパリのコンセール・ナシオナルにてサラサーテ独奏により初演。大成功を収め、同年5月にはロンドンでも演奏されている。

## 編成
独奏ヴァイオリン、ピッコロ、フルート2、オーボエ2、クラリネット2、ファゴット2、ホルン4、トランペット2、トロンボーン3、ティンパニ、トライアングル、弦五部

## 構成
3楽章構成。
第1楽章 Andante - Allegro
序奏つきのソナタ形式。ヘ短調からヘ長調へと変わる。4/4拍子。重々しい管弦楽と独奏ヴァイオリンの応答の後、主部に入る。独奏ヴァイオリンが第1主題を奏した後、管弦楽の間奏に入る。続いて独奏ヴァイオリンによる第2主題の呈示、技巧的な経句を経て、低音弦に第3主題が登場、これをヴァイオリンが反復し呈示部を終える。展開部では主に第1主題を中心に展開がなされ、最後は管弦楽による序奏の響きが戻って来て劇的に終わる。
第2楽章 Andantino
変ロ長調。三部形式。6/8拍子のリズムに乗ってヴァイオリンが美しく歌う。伴奏の弦楽器は弱音器をつけて奏する。最後はアタッカで最終楽章に入る。
第3楽章 Allegro con fuoco
ヘ短調～ヘ長調。三部形式。2/2拍子。管弦楽の力強い序奏に続いて、独奏ヴァイオリンが技巧を誇示しながら精力的に奏する。中間部は管弦楽の特徴的なリズムの間奏の後、やや叙情的なメロディを独奏ヴァイオリンが奏でる。第三部は第一部の再現で独奏ヴァイオリンの動きが高潮に達した後、最後は管弦楽の強奏で締めくくる。